# Dioxys heinrichi
Dioxys heinrichi är en biart som beskrevs av Warncke 1977. Dioxys heinrichi ingår i släktet Dioxys och familjen buksamlarbin. Inga underarter finns listade i Catalogue of Life.